# Faceliowate

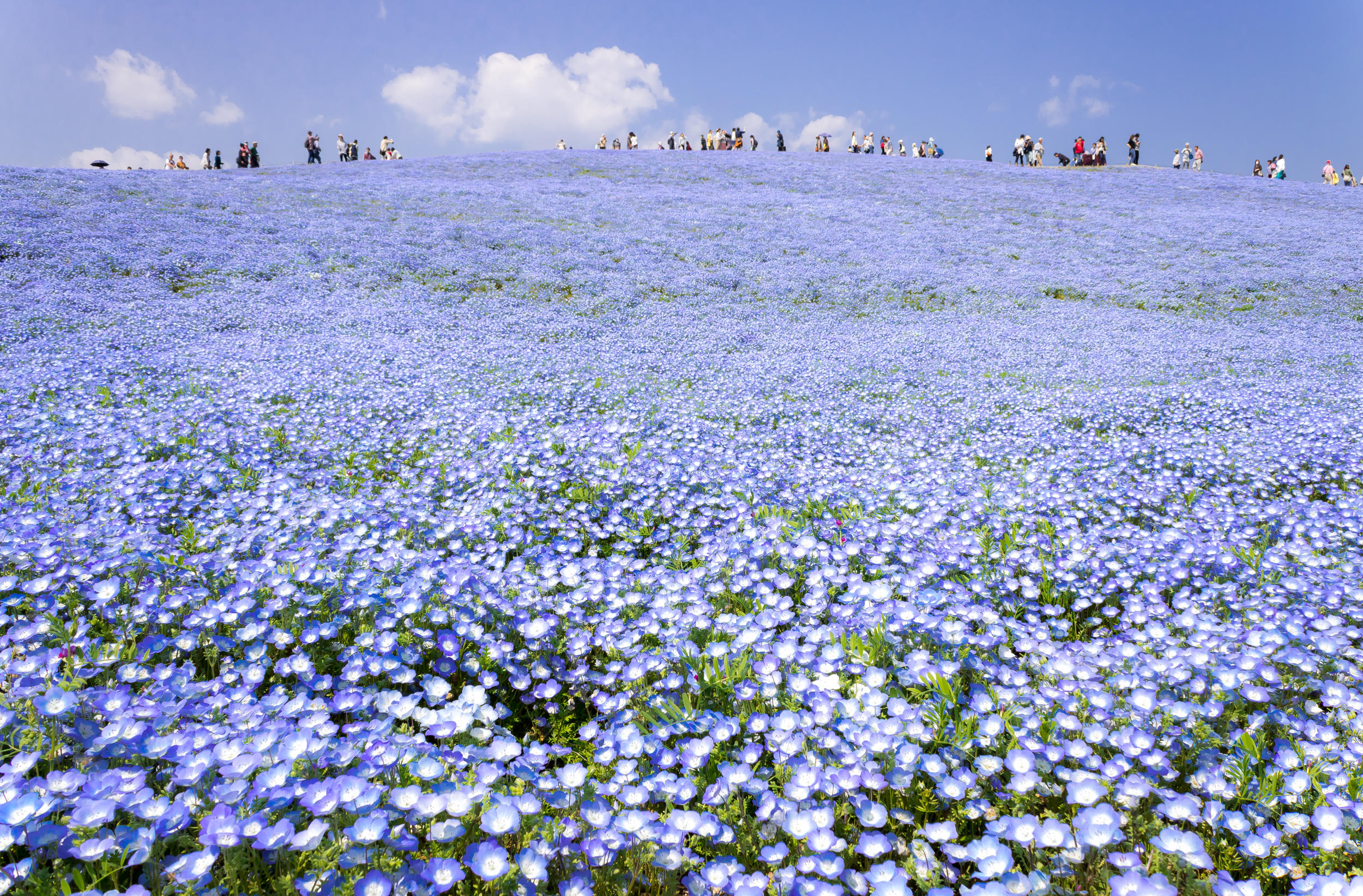
Nemophila menziesii

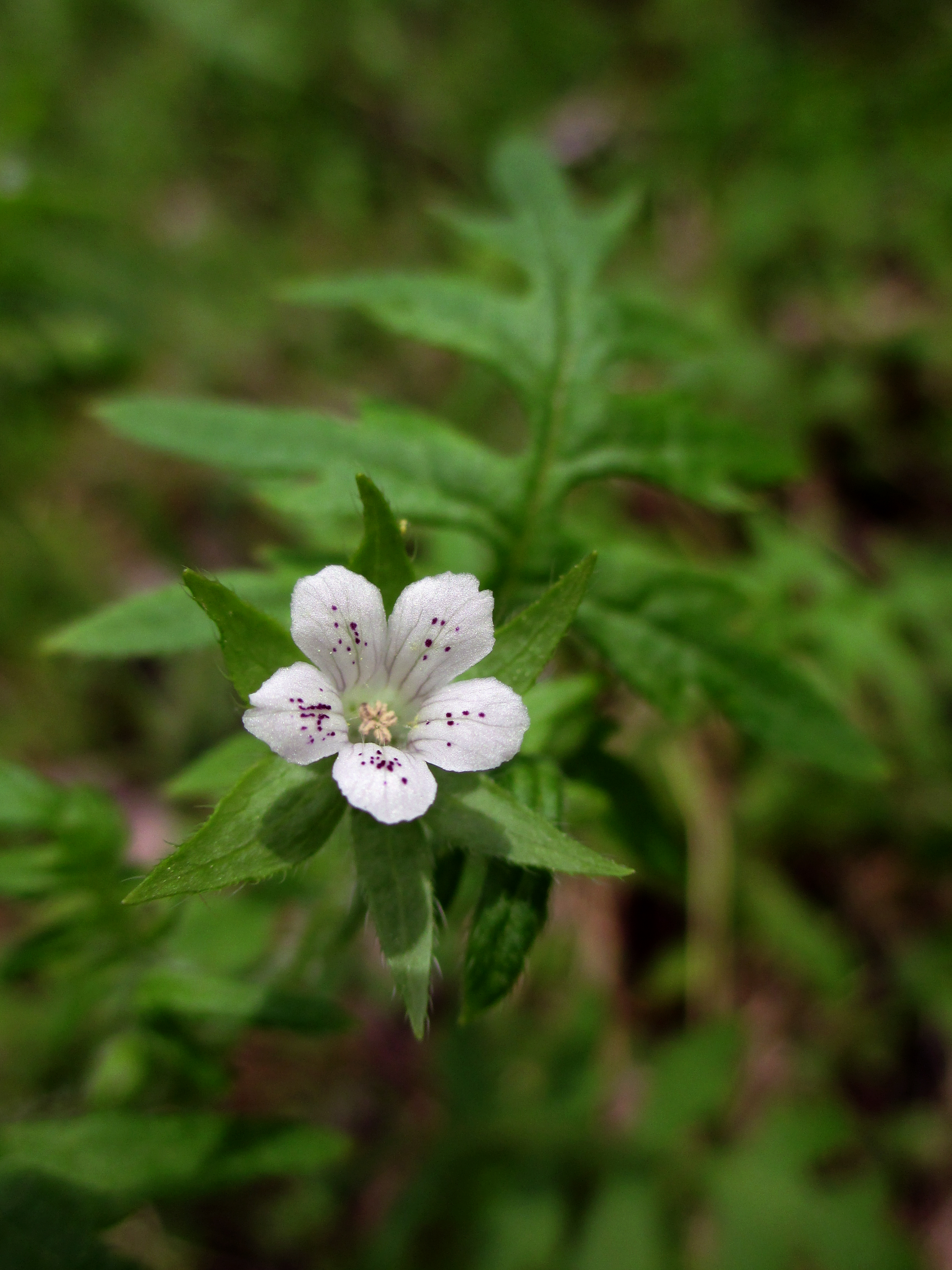
Ellisia nyctelea

Faceliowate (Hydrophyllaceae R. Br. in Ker. Gawl.) – rodzina wyróżniana w niektórych systemach klasyfikacyjnych roślin okrytonasiennych w rzędzie ogórecznikowców Boraginales, czasem też w randze podrodziny Hydrophylloideae w szeroko ujmowanej rodzinie ogórecznikowatych Boraginaceae. Obejmuje 12 rodzajów z 250 gatunkami, z czego 210 należy do rodzaju facelia Phacelia. Rośliny te naturalnie występują w Ameryce Północnej i zachodniej części Ameryki Południowej, największe zróżnicowanie osiągając na suchych obszarach południowo-zachodniej części Ameryki Północnej. W Polsce spotyka się tylko przedstawicieli trzech rodzajów: facelia, faceliowiec i porcelanka – jako rośliny uprawiane lub efemerofity. Znaczenie użytkowe ma zwłaszcza facelia błękitna uprawiana jako roślina miododajna, pastewna i na nawóz zielony. Rośliny z rodzaju porcelanka Nemophila uprawiane są jako ozdobne. Byliny z rodzaju faceliowiec Hydrophyllum spożywane były jako warzywo przez Indian Ameryki Północnej.

## Morfologia
PokrójRośliny jednoroczne i byliny o pędach pokrytych włoskami, często sztywnymi i kolącymi, nierzadko też gruczołowatymi.
LiściePojedyncze i pierzaste, nierzadko skupione w rozetę przyziemną.
KwiatyZebrane w zwinięte lub jednostronne skrętki. Kwiaty 5-krotne (rzadko 4- lub 6-krotne). Kielich wolnodziałkowy. Korona kwiatu kształtu dzwonkowatego, lejkowatego lub kolista, w pąku skręcona. Pręciki często nierównej długości, wystające ponad koronę, z nitkami u nasady z wyrostkami. Zalążnia powstaje z dwóch owocolistków, ale jest jednokomorowa, z dwoma ściennie położonymi łożyskami, na których rozwijają się dwa lub więcej zalążków. Szyjka słupka osadzona jest szczytowo na zalążni i zwykle co najmniej do połowy jest rozcięta.
OwoceTorebki o pękających ściankach zawierające nasiona o powierzchni pomarszczonej, guzowatej lub siateczkowatej.

## Systematyka
Pozycja systematyczna według systemu APG IV z 2016
Jedna z podrodzin (Hydrophylloideae) w jedynej rodzinie wyróżnionej w rzędzie ogórecznikowców Boraginales – w ogórecznikowatych Boraginaceae. We wcześniejszym systemie APG III z 2009 także podrodzina w szeroko ujmowanej rodzinie ogórecznikowatych, o nieznanej wówczas jeszcze pozycji w systemie (incertae sedis).
Pozycja systematyczna według APweb
Jedna z 9 rodzin w rzędzie ogórecznikowców (Boraginales), siostrzana dla kladu obejmującego m.in. Namaceae i Heliotropiaceae. 
|  | Codonaceae                                                                        |
|  |                                                                                   |
|  | \| \| Wellstediaceae \| \| \| \| \| \| Boraginaceae – ogórecznikowate \| \| \| \| |
|  |                                                                                   |
|  | Wellstediaceae                                                                    |
|  |                                                                                   |
|  | Boraginaceae – ogórecznikowate                                                    |
|  |                                                                                   |

|  | Wellstediaceae                 |
|  |                                |
|  | Boraginaceae – ogórecznikowate |
|  |                                |

|  | Heliotropiaceae                                            |
|  |                                                            |
|  | \| \| Cordiaceae \| \| \| \| \| \| Ehretiaceae \| \| \| \| |
|  |                                                            |
|  | Cordiaceae                                                 |
|  |                                                            |
|  | Ehretiaceae                                                |
|  |                                                            |

|  | Cordiaceae  |
|  |             |
|  | Ehretiaceae |
|  |             |

|  | Heliotropiaceae                                            |
|  |                                                            |
|  | \| \| Cordiaceae \| \| \| \| \| \| Ehretiaceae \| \| \| \| |
|  |                                                            |
|  | Cordiaceae                                                 |
|  |                                                            |
|  | Ehretiaceae                                                |
|  |                                                            |

|  | Cordiaceae  |
|  |             |
|  | Ehretiaceae |
|  |             |

|  | Heliotropiaceae                                            |
|  |                                                            |
|  | \| \| Cordiaceae \| \| \| \| \| \| Ehretiaceae \| \| \| \| |
|  |                                                            |
|  | Cordiaceae                                                 |
|  |                                                            |
|  | Ehretiaceae                                                |
|  |                                                            |

|  | Cordiaceae  |
|  |             |
|  | Ehretiaceae |
|  |             |

|  | Heliotropiaceae                                            |
|  |                                                            |
|  | \| \| Cordiaceae \| \| \| \| \| \| Ehretiaceae \| \| \| \| |
|  |                                                            |
|  | Cordiaceae                                                 |
|  |                                                            |
|  | Ehretiaceae                                                |
|  |                                                            |

|  | Cordiaceae  |
|  |             |
|  | Ehretiaceae |
|  |             |

|  | Codonaceae                                                                        |
|  |                                                                                   |
|  | \| \| Wellstediaceae \| \| \| \| \| \| Boraginaceae – ogórecznikowate \| \| \| \| |
|  |                                                                                   |
|  | Wellstediaceae                                                                    |
|  |                                                                                   |
|  | Boraginaceae – ogórecznikowate                                                    |
|  |                                                                                   |

|  | Wellstediaceae                 |
|  |                                |
|  | Boraginaceae – ogórecznikowate |
|  |                                |

|  | Heliotropiaceae                                            |
|  |                                                            |
|  | \| \| Cordiaceae \| \| \| \| \| \| Ehretiaceae \| \| \| \| |
|  |                                                            |
|  | Cordiaceae                                                 |
|  |                                                            |
|  | Ehretiaceae                                                |
|  |                                                            |

|  | Cordiaceae  |
|  |             |
|  | Ehretiaceae |
|  |             |

|  | Heliotropiaceae                                            |
|  |                                                            |
|  | \| \| Cordiaceae \| \| \| \| \| \| Ehretiaceae \| \| \| \| |
|  |                                                            |
|  | Cordiaceae                                                 |
|  |                                                            |
|  | Ehretiaceae                                                |
|  |                                                            |

|  | Cordiaceae  |
|  |             |
|  | Ehretiaceae |
|  |             |

|  | Heliotropiaceae                                            |
|  |                                                            |
|  | \| \| Cordiaceae \| \| \| \| \| \| Ehretiaceae \| \| \| \| |
|  |                                                            |
|  | Cordiaceae                                                 |
|  |                                                            |
|  | Ehretiaceae                                                |
|  |                                                            |

|  | Cordiaceae  |
|  |             |
|  | Ehretiaceae |
|  |             |

|  | Heliotropiaceae                                            |
|  |                                                            |
|  | \| \| Cordiaceae \| \| \| \| \| \| Ehretiaceae \| \| \| \| |
|  |                                                            |
|  | Cordiaceae                                                 |
|  |                                                            |
|  | Ehretiaceae                                                |
|  |                                                            |

|  | Cordiaceae  |
|  |             |
|  | Ehretiaceae |
|  |             |

+ incertae sedis: Lennoaceae
Pozycja rodzaju w systemie Cronquista (1981)
Gromada okrytonasienne, klasa dwuliścienne (Magnoliopsida Brongn.), podklasa astrowe (Asteridae Takht.), rząd psiankowce (Solanales Dumort.), rodzina faceliowate (Hydrophyllaceae R. Br.).
Pozycja rodzaju w systemie Reveala (1993–1999)
Gromada okrytonasienne (Magnoliophyta Cronquist), podgromada Magnoliophytina Frohne & U. Jensen ex Reveal, klasa Rosopsida Batsch, podklasa jasnotowe (Lamiidae Takht. ex Reveal), nadrząd Solananae R. Dahlgren ex Reveal, rząd psiankowce (Solanales Dumort.), rodzina faceliowate (Hydrophyllaceae R. Br. in Ker. Gawl.): 
Wykaz rodzajów
- Draperia Torrey ex A. Gray
- Ellisia L.
- Emmenanthe Bentham
- Eucrypta Nuttall
- Hesperochiron S. Watson
- Howellanthus (Constance) Walden & R. Patt.
- Hydrophyllum L.  – faceliowiec[9], czerpatka[4], wodolist[3]
- Nemophila Nuttall – porcelanka[4][9], nemofila[3]
- Phacelia Jussieu – facelia
- Pholistoma Lilja
- Romanzoffia Dumortier
- Tricardia Torrey ex S. Watson